# Papiro 70
El Papiro 70 (en la numeración Gregory-Aland), designado como {\displaystyle {\mathfrak {P}}}70, es una copia antigua del Nuevo Testamento en griego koiné. Es un manuscrito en papiro del Evangelio según Mateo. El {\displaystyle {\mathfrak {P}}}70 tiene un texto bastante fiable, aunque fue escrito descuidadamente.
El manuscrito ha sido asignado paleográficamente a finales del siglo III.

## Descripción
Los textos de Mateo que sobreviven son los versículos 2:13-16; 2:22-3:1; 11:26-27; 12:4-5; 24:3-6.12-15. El texto está escrito en 28-29 líneas por página, el escriba lo escribió muy descuidadamente.
Los nombres sagrados están escritos con abreviaturas (υν, ις, πηρ).
Según Aland este es uno de los primeros siete manuscritos del Evangelio Según Mateo.

## Texto
El texto de este códice es una representación del tipo textual alejandrino. Aland lo ascribió como un “texto estricto”, y lo ubicó en la Categoría I.

## Historia
El manuscrito fue encontrado en Egipto, en Oxirrinco. En la lista de los manuscritos encontrados en Oxirrinco se ubicó en la posición 2384. El texto fue publicado por EG Turner en 1957. Aland lo colocó en la lista de los manuscritos del Nuevo Testamento, en el grupo de los papiros, asignándole el número 70.
El manuscrito está fechado por el INTF al siglo III. Comfort lo fechó a finales del siglo III.
Se cita en las ediciones críticas del Nuevo Testamento (NA27).
Ubicación actual
Actualmente está guardado en el Museo Ashmoleano (P. Oxy. 2384) en Oxford y en el Instituto Papirológico de Florencia en el Museo Arqueológico Nacional de Florencia (PSI 3407 – formerly CNR 419, 420).

## Imágenes
- Oxirrinco 2384 (en inglés)
- {\displaystyle {\mathfrak {P}}}70 Mat. 11:26-27 (en inglés)
- {\displaystyle {\mathfrak {P}}}70 Mat. 12:4-5 (en inglés)

## Lectura adicional
- Edgar Lobel, Colin H. Roberts, E. G. Turner, y J. W. B. Barns, Papiros de Oxirrinco, XXIV (Londres: 1957), pp. 4-5 (en inglés).
- M. Naldini, Nuovi frammenti del vangelo di Matteo, Prometeus 1 (Florencia: 1975), pp. 195-200.
- Comfort, Philip W. (2001). The Text of the Earliest New Testament Greek Manuscripts. Wheaton, Illinois: Tyndale House Publishers. pp. 473-477. ISBN 978-0-8423-5265-9. |autor= y |apellidos= redundantes (ayuda)

| Predecesor: Papiro 69 | Papiro 70 | Sucesor: Papiro 71 |

- Datos: Q1849416
- Multimedia: Papyrus 70 / Q1849416